# Chipinge
Chipinge – miasto we wschodnim Zimbabwe, w prowincji Manicaland. Według danych na rok 2012 liczyło 25 214 mieszkańców.